# Capitalismo democrático
O capitalismo democrático ou democracia de mercado é um sistema político e econômico. Integra a alocação de recursos por produtividade marginal (sinônimo de capitalismo de mercado livre), com políticas de alocação de recursos por direitos sociais.  As políticas que caracterizam o sistema são promulgadas por governos democráticos. 
O capitalismo democrático foi amplamente implementado no século XX, particularmente na Europa e no mundo ocidental após a Segunda Guerra Mundial. A coexistência do capitalismo e da democracia, particularmente na Europa, foi apoiada pela criação do moderno estado de bem-estar social no período pós-guerra.  A implementação do capitalismo democrático envolve normalmente a promulgação de políticas que expandem o Estado-providência, fortalecendo os direitos de negociação coletiva dos trabalhadores ou fortalecendo as leis da concorrência. Estas políticas são implementadas numa economia capitalista caracterizada pelo direito à propriedade privada. 
A doutrina social católica oferece apoio a uma forma comunitária de capitalismo democrático com ênfase na preservação da dignidade da pessoa humana. 

## Definição
O capitalismo democrático é um tipo de sistema político e económico  caracterizado pela alocação de recursos de acordo com a produtividade marginal e as necessidades sociais, conforme determinado pelas decisões tomadas através da política democrática.  É marcado por eleições democráticas, liberdade e Estado de direito, características tipicamente associadas à democracia.  Mantém um sistema econômico de livre mercado com ênfase na iniciativa privada. O Professor de Empreendedorismo Elias G. Carayannis e Arisitidis Kaloudis, Professor de Economia na Universidade Norueguesa de Ciência e Tecnologia (NTNU), descrevem o capitalismo democrático como um sistema económico que combina competitividade robusta com empreendedorismo sustentável, com o objetivo de inovação e proporcionando oportunidades de desenvolvimento económico. prosperidade para todos os cidadãos. 
O Dr. Edward Younkins, professor da Universidade Jesuíta Wheeling descreveu o capitalismo democrático como um “complexo dinâmico de forças económicas, políticas, morais-culturais, ideológicas e institucionais”, que serve para maximizar o bem-estar social numa economia de mercado livre.  Youkins afirma que o sistema de liberdade individual inerente ao capitalismo democrático apoia a criação de associações voluntárias, como sindicatos. O filósofo e escritor Michael Novak caracterizou o capitalismo democrático como uma mistura de uma economia de livre mercado, um governo democrático limitado e um sistema moral-cultural com ênfase na liberdade pessoal.  Novak comenta que o capitalismo é uma condição necessária, mas não suficiente, da democracia.  Ele também propõe que a proeminência do capitalismo democrático numa sociedade é fortemente determinada pelos conceitos religiosos que orientam os seus costumes, instituições e líderes.  

## Críticas
O conceito de "capitalismo democrático" ou "democracia de mercado" pode parecer atraente à primeira vista, com sua proposta de combinar os benefícios da democracia política com a eficiência do mercado livre. No entanto, existem críticas importantes a serem feitas a esse modelo, que muitas vezes mascara desigualdades econômicas e sociais profundas e perpetua problemas sistêmicos.      
- Desigualdade social: O capitalismo democrático muitas vezes não consegue abordar efetivamente a desigualdade de renda e riqueza. As políticas de mercado livre podem levar à acumulação de riqueza nas mãos de poucos, enquanto as políticas de bem-estar social podem ser insuficientes para combater essa desigualdade crescente. Isso cria uma divisão significativa entre os ricos e os pobres na sociedade. Os países ricos geralmente têm uma distribuição de renda mais equitativa em comparação aos países pobres, onde a desigualdade de renda é frequentemente muito alta. Isso resulta em um acesso desigual a oportunidades, educação, cuidados de saúde e outros recursos essenciais. [12]
- Concentração de poder: Embora o sistema promova a democracia política, ele não impede necessariamente a concentração de poder econômico. Grandes corporações podem influenciar o processo político por meio de lobby e financiamento de campanhas, minando a verdadeira representação democrática. [13]
- Externalidades negativas: O capitalismo democrático nem sempre lida adequadamente com as externalidades negativas, como a degradação ambiental e a exploração de recursos naturais. O lucro muitas vezes prevalece sobre a proteção do meio ambiente e o bem-estar a longo prazo. [14]
- Comercialização de direitos sociais: Às vezes, a inclusão de direitos sociais em um sistema de mercado pode levar à comercialização de serviços essenciais, como saúde e educação. Isso pode resultar em desigualdade de acesso a esses direitos com base na capacidade de pagamento, em vez de necessidade. [15]
- Ciclos econômicos e crises: O capitalismo democrático não é imune a ciclos econômicos, bolhas financeiras e crises. Esses eventos podem causar sofrimento significativo para a população, e as políticas adotadas para combatê-los podem muitas vezes beneficiar os ricos em detrimento dos pobres. [16]
- Disparidades entre ricos e pobres: As disparidades socioeconômicas entre países ricos e pobres estão frequentemente relacionadas ao sistema econômico predominante, o capitalismo. Embora o capitalismo tenha contribuído para o crescimento econômico global, ele também é frequentemente apontado como um fator que pode criar e perpetuar a pobreza. o capitalismo, o lucro é uma prioridade fundamental. Isso pode levar à acumulação de riqueza nas mãos de uma pequena parcela da população, enquanto outros lutam para atender às necessidades básicas. O sistema muitas vezes recompensa o capital e o investimento mais do que o trabalho, o que pode aprofundar a desigualdade de renda. Em um sistema capitalista, a competição é incentivada, mas a capacidade de competir não é uniformemente distribuída. Países ricos muitas vezes têm vantagens significativas em termos de recursos, acesso a mercados, tecnologia e capital, tornando difícil para países pobres competir de maneira justa. O capitalismo muitas vezes valoriza a desregulamentação dos mercados, o que pode levar à exploração de recursos naturais e de mão de obra, especialmente em países pobres. Isso pode resultar em condições de trabalho precárias, salários baixos e degradação ambiental.  Em busca de melhores oportunidades econômicas, as pessoas em países pobres muitas vezes são forçadas a migrar para países ricos. Isso pode levar a problemas sociais, incluindo discriminação e exploração de mão de obra. Muitos países pobres estão sobrecarregados com dívidas externas, muitas vezes devido a empréstimos de instituições financeiras internacionais. O pagamento dessa dívida pode consumir recursos que poderiam ser usados para combater a pobreza e investir no desenvolvimento. [17] [18]

## História
O desenvolvimento do capitalismo democrático foi influenciado por vários fatores históricos, incluindo o rápido crescimento económico após a Primeira Guerra Mundial, a Grande Depressão, e as ramificações políticas e económicas da Segunda Guerra Mundial. A crescente crítica ao capitalismo de livre mercado e a ascensão da noção de justiça social no debate político contribuíram para a adoção de políticas capitalistas democráticas. 
Na Conferência de Bretton Woods de 1944, responsáveis dos Estados Unidos e do Reino Unido e de quarenta e duas outras nações comprometeram-se com a abertura comercial.  Este compromisso foi assumido em conjunto com diretrizes internacionais que garantiam a autonomia de cada país na resposta às exigências económicas e sociais dos seus eleitores. Os funcionários solicitaram controlos de capitais internacionais que permitiriam aos governos regular as suas economias, permanecendo ao mesmo tempo empenhados nos objetivos do pleno emprego e do crescimento económico. A adopção do Acordo Geral sobre Tarifas e Comércio apoiou o comércio livre, permitindo ao mesmo tempo que os governos nacionais mantivessem o poder de veto sobre a política comercial. Tais desenvolvimentos viram a incorporação de exigências democráticas em políticas baseadas na lógica econômica capitalista. 
O capitalismo democrático foi amplamente implementado pela primeira vez após a Segunda Guerra Mundial no mundo ocidental, particularmente na América do Norte e na Europa Ocidental.  Após os graves impactos econômicos da guerra, as classes trabalhadoras no mundo ocidental estavam mais inclinadas a aceitar os mercados capitalistas em conjunto com a democracia política, o que permitiu um nível de segurança social e melhores padrões de vida. Nas décadas do pós-guerra, as políticas capitalistas democráticas registaram níveis reduzidos de desigualdade socioeconômica. Isto foi sinônimo de expansão dos estados de bem-estar social, mercados financeiros e de trabalho mais altamente regulamentados e aumento do poder político dos sindicatos.  A democracia e o capitalismo coexistiram com mais complementaridade neste momento do que em qualquer outro momento da história.  
Os políticos na Europa e na Ásia adoptaram políticas capitalistas democráticas numa tentativa de satisfazer as necessidades sociais dos seus eleitores e responder ao desafio do comunismo. As políticas implementadas apoiaram a prestação pública de cuidados médicos, melhoria da habitação pública, cuidados aos idosos e educação mais acessível. As garantias de pleno emprego e o apoio à investigação e inovação privadas tornaram-se prioridades dos decisores políticos. Os desenvolvimentos políticos basearam-se na noção crescente de que os mercados livres exigiam alguma intervenção estatal para os manter, fornecer estrutura e resolver as desigualdades sociais por eles causadas. Os governos de todo o mundo regulamentaram os mercados existentes numa tentativa de aumentar a sua equidade e eficácia. A fim de estabilizar o ciclo econômico, o papel do governo foi redefinido pelos líderes anticomunistas na Grã-Bretanha, França, Itália, Alemanha, Escandinávia e Japão. Foi dada ênfase ao apoio ao crescimento econômico, à promoção da inovação e à melhoria dos padrões de vida. Isto viu a expansão das oportunidades educacionais e do seguro público de saúde básica e benefícios para idosos. 

### Século XX
À medida que a produção automatizada se expandiu nos Estados Unidos, a procura por trabalhadores semiqualificados aumentou. Combinado com a expansão do ensino secundário, isto viu o desenvolvimento de uma grande classe trabalhadora.  O forte crescimento económico resultante e a melhoria da igualdade de rendimentos permitiram uma maior paz social e o sufrágio universal. O capitalismo era visto como um meio de produzir a riqueza que mantinha a liberdade política, enquanto um governo democrático assegurava instituições políticas responsáveis e uma força de trabalho educada com os seus direitos básicos cumpridos.No período pós-guerra, foram estabelecidos sistemas económicos de mercado livre com sistemas políticos de democracia e estados de bem-estar social em França e na Alemanha. Isto ocorreu sob a liderança do Movimento Republicano Popular na França e da União Democrata Cristã na Alemanha. 
Após os choques petrolíferos da década de 1970 e o abrandamento da produtividade nos Estados Unidos na década de 1980, os políticos e os eleitores mantiveram um forte apoio às políticas capitalistas democráticas e aos mercados livres. A globalização e o comércio livre foram promovidos como meios de impulsionar o crescimento económico, e isto viu a formação do Acordo de Comércio Livre da América do Norte e da União Europeia. As regulamentações do mercado de trabalho e da concorrência foram facilitadas nas economias de mercado livre existentes, particularmente na América e no Reino Unido. 
A rápida inovação tecnológica e a globalização trouxeram mudanças econômicas internacionais generalizadas. As políticas capitalistas democráticas financiadas publicamente foram concebidas e implementadas para compensar os indivíduos afetados negativamente por grandes mudanças económicas estruturais. Implementadas a partir dos primeiros anos da Guerra Fria, essas políticas incluíam benefícios de desemprego, cuidados de saúde universais ou parcialmente universais e pensões para idosos. Após a década de 1970, o número de empregos disponíveis no setor público aumentou. As populações envelhecidas na Europa, no Japão e na América do Norte registaram grandes aumentos nas despesas públicas com pensões e cuidados de saúde. Na década de 1980, as economias da Organização para a Cooperação e Desenvolvimento Econômico começaram a reduzir a tributação das sociedades, embora os impostos sobre o rendimento das pessoas singulares e as despesas públicas em programas de segurança social tenham permanecido geralmente estáveis. 
A inovação em grande escala na tecnologia de produção ao longo do século XX teve benefícios económicos generalizados em muitas economias capitalistas. Estes benefícios contribuíram para a conciliação da política democrática e dos mercados livres e para a aceitação generalizada das políticas capitalistas democráticas pelos eleitores.  A partir do final do século XX, os princípios do capitalismo democrático expandiram-se de forma mais ampla para além da América do Norte e da Europa Ocidental. 
Depois de assumir o cargo de presidente em 1981, Ronald Reagan defendeu um papel reduzido do governo na economia, ao mesmo tempo que respondia ao ceticismo dos eleitores em relação ao capitalismo liberal, mantendo fortes gastos no sector público. Muitos eleitores duvidaram da capacidade do capitalismo de mercado livre para proporcionar paz, segurança e oportunidades consistentes, e procuraram melhores padrões de vida, cuidados aos idosos e oportunidades educacionais para os jovens. A administração Reagan manteve os níveis anteriores de despesas governamentais com a Segurança Social e o Medicare como proporção do produto interno bruto (PIB).  Os níveis totais de despesas governamentais em percentagem do PIB também permaneceram estáveis durante a administração Reagan. A Lei da Concorrência Sul-Africana de 1998 priorizou a erradicação de práticas comerciais anticompetitivas e a livre participação de todos os cidadãos na economia, mantendo ao mesmo tempo uma economia pró-mercado livre.
A partir de meados da década de 1980, os líderes europeus começaram a endossar ideias neoliberais, como as associadas à “Reaganomics” (política econômica do governo Reagan) e ao Thatcherismo, baseadas na noção da interdependência da política econômica e social. Neste contexto, a política europeia de direito da concorrência desenvolveu-se como um método para conter os excessos do capitalismo, ao mesmo tempo que alinha a economia da União Europeia com os ideais democráticos existentes na sociedade europeia.  Isto viu o avanço do capitalismo democrático em toda a região europeia. A Lei da Concorrência Sul-Africana de 1998 priorizou a erradicação de práticas comerciais anticompetitivas e a livre participação de todos os cidadãos na economia, mantendo ao mesmo tempo uma economia pró-mercado livre. 

### Início do século 21
A Índia promulgou a Lei da Concorrência de 2002 para promover e sustentar a concorrência e proteger o bem-estar dos participantes no mercado, objetivos similares ao capitalismo democrático. 

## Implementação
A implementação do capitalismo democrático no pós-guerra assistiu à expansão dos Estados-providência e aos direitos de livre negociação colectiva dos trabalhadores, juntamente com políticas de mercado destinadas a garantir o pleno emprego.  Sob o capitalismo democrático, um estado democrático autônomo promulga políticas que, na verdade, criam um compromisso entre as classes superiores e inferiores, ao mesmo tempo que permanece compatível com o capitalismo de mercado livre.  Tais políticas incluem o estabelecimento ou expansão de um estado de bem-estar social, como método de mediação de conflitos de classes sociais e de resposta às exigências dos trabalhadores. 
O sistema é caracterizado pelo estabelecimento de instituições econômicas cooperativas.  Isto inclui instituições que facilitam a negociação entre órgãos governamentais e organizações empresariais e trabalhistas, como sindicatos, e aquelas que regulam as relações entre funcionários e gestores dentro de empresas privadas. O desenvolvimento de instituições para promover a cooperação entre entidades económicas públicas e privadas reconhece os benefícios da concorrência de mercado, ao mesmo tempo que tenta resolver os problemas sociais do capitalismo desenfreado.  As preocupações de segurança económica dos cidadãos são abordadas através de políticas redistributivas.  Essas políticas incluem transferências de rendimentos, tais como programas de pagamento de assistência social e pensões, para apoiar as necessidades financeiras dos idosos e dos pobres.  Outras políticas que promovem a segurança económica incluem o seguro social e o financiamento fiscal de programas de educação e formação profissional para estimular o emprego. 
O direito à propriedade privada da propriedade produtiva é um princípio central do capitalismo democrático e é reconhecido como uma liberdade básica de todos os cidadãos democráticos, como numa economia capitalista de mercado livre regular.  De acordo com o filósofo político John Tomasi, o capitalismo democrático aborda questões de direitos sociais e de justiça através da preservação dos direitos de propriedade privada dos cidadãos , permitindo que os cidadãos sejam “livres, iguais e autogovernados”.  A competitividade robusta e o empreendedorismo sustentável que definem o capitalismo democrático são caracterizados por políticas de cima para baixo e iniciativas de baixo para cima implementadas por governos democráticos.  As políticas de cima para baixo são planeadas e implementadas pelos líderes formais de uma organização, enquanto as políticas de baixo para cima envolvem mudanças graduais iniciadas e sustentadas por membros de nível inferior das organizações.  As políticas implementadas destinam-se a incentivar a inovação nos setores público e privado. Os exemplos incluem um forte financiamento para investigação e desenvolvimento e políticas que protegem os direitos de propriedade intelectual. 

### Lei da concorrência
Uma característica das economias capitalistas democráticas é a promulgação democrática de leis e regulamentos para apoiar a concorrência. Essas leis incluem as leis antitruste dos Estados Unidos.  As leis da concorrência destinam-se a regular as actividades do sector privado, incluindo as ações dos proprietários e gestores de activos de capital, a fim de evitar resultados que são socialmente indesejáveis de acordo com a maioria democrática.  A implementação do direito da concorrência visa prevenir comportamentos anticoncorrenciais prejudiciais ao bem-estar dos consumidores, mantendo ao mesmo tempo uma economia de mercado livre.  A implementação de leis antitruste foi considerada uma característica específica do capitalismo democrático, e não do capitalismo regular de livre mercado.  
A legislação e a defesa da concorrência são fundamentais para promover mercados eficientes, estimular a inovação e proteger os consumidores em qualquer economia. Tanto o Brasil quanto Portugal possuem suas próprias estruturas legais e órgãos reguladores encarregados de garantir a concorrência justa em seus respectivos territórios.  
A legislação da concorrência no Brasil é regida pela Lei nº 12.529/2011, que criou o Sistema Brasileiro de Defesa da Concorrência (SBDC). O órgão central do SBDC é o Conselho Administrativo de Defesa Econômica (CADE). O CADE é responsável por analisar fusões e aquisições, condutas anticoncorrenciais e abuso de poder econômico. As principais funções do CADE incluem: 1. Análise de Concentrações Econômicas: O CADE avalia fusões, aquisições e joint ventures para garantir que não haja concentração excessiva de mercado que prejudique a concorrência. 2. Investigação de Práticas Anticoncorrenciais: O órgão investiga e pune empresas que se envolvem em práticas anticoncorrenciais, como cartel, abuso de posição dominante e outras condutas prejudiciais à concorrência. 3. Defesa do Consumidor: O CADE busca proteger os interesses dos consumidores, promovendo a concorrência e combatendo práticas que prejudicam os consumidores. 
Em Portugal, a Autoridade da Concorrência (AdC) é o órgão responsável pela defesa da concorrência e pela regulamentação do mercado. A AdC foi estabelecida com base na Lei da Concorrência (Lei nº 19/2012) e é um órgão independente com autoridade para investigar práticas anticoncorrenciais e garantir a conformidade com as regras de concorrência. As principais funções da AdC incluem: 1. Análise de Concentrações: A AdC avalia fusões, aquisições e acordos comerciais para garantir que não prejudiquem a concorrência e não levem à criação de posições dominantes no mercado. 2. Investigação de Práticas Anticoncorrenciais: A AdC investiga cartéis, abuso de posição dominante e outras práticas anticoncorrenciais que prejudicam o mercado. 3. Regulação de Setores Específicos: A AdC regula setores específicos da economia, como telecomunicações, energia e saúde, para garantir que haja concorrência justa e que os consumidores sejam protegidos. 

## Conflitos entre noções de alocação de recurso
Segundo o sociólogo económico Wolfgang Streeck, os mercados capitalistas e as políticas democráticas que caracterizam o capitalismo democrático são inerentemente conflitantes.  Streeck sugere que sob o capitalismo democrático, os governos tendem a negligenciar as políticas de alocação de recursos por produtividade marginal em favor daquelas de alocação de recursos por direitos sociais, ou vice-versa.  Em particular, ele comenta que a aceleração da inflação da década de 1970 no mundo ocidental pode ser atribuída ao aumento da pressão salarial sindical nos mercados de trabalho e à prioridade política do pleno emprego, ambos sinónimos de capitalismo democrático. 

## Na doutrina social católica
Os textos católicos oferecem apoio a uma forma de capitalismo democrático socialmente regulado.  A encíclica papal Centesimus annus, escrita pelo Papa João Paulo II, enfatiza a visão de uma forma comunitária de capitalismo democrático.  O sistema comunitário de capitalismo democrático descrito promoveria o respeito pelos direitos individuais e pelos direitos básicos dos trabalhadores, uma comunidade virtuosa e um papel limitado para o Estado e o mercado.  Segundo a encíclica, estas características devem ser combinadas com um esforço consciente para promover instituições que desenvolvam o carácter dos indivíduos.  A encíclica sublinhou aos decisores a importância da dignidade da pessoa e da preocupação com os pobres, ao mesmo tempo que reconheceu a necessidade de equilibrar a eficiência económica com a equidade social.  A Carta Pastoral dos Bispos dos EUA, Justiça Econômica para Todos, de 1986, sugeriu que fossem desenvolvidos arranjos institucionais específicos para apoiar esta forma de capitalismo democrático.  Os acordos propostos incluíam estruturas de responsabilização concebidas para envolver todas as partes interessadas, tais como funcionários, clientes, comunidades locais e a sociedade em geral, no processo de tomada de decisões corporativas, em oposição apenas aos acionistas.  A carta oferecia aceitação à economia de mercado sob a condição de que o Estado interviesse sempre que necessário para preservar a dignidade humana. 
A encíclica papal "Centesimus annus" foi escrita pelo Papa João Paulo II e publicada em 1991, por ocasião do centenário da encíclica "Rerum Novarum", que foi emitida pelo Papa Leão XIII em 1891. A motivação para a criação desta encíclica estava profundamente enraizada nos desenvolvimentos sociais, políticos e econômicos do final do século XX e nas reflexões da Igreja Católica sobre o papel da fé e da moral na sociedade contemporânea.  A encíclica "Rerum Novarum" (Sobre a Condição dos Trabalhadores) de 1891 foi um marco na doutrina social da Igreja Católica, abordando questões de justiça social, direitos dos trabalhadores e a relação entre o capital e o trabalho. O Papa João Paulo II viu o centenário dessa encíclica como uma oportunidade para refletir sobre seu legado e sua relevância contínua na sociedade moderna. A década de 1980 foi marcada por mudanças significativas no cenário político e econômico, incluindo o colapso do comunismo na Europa Oriental e a ascensão do liberalismo econômico. O Papa João Paulo II sentiu a necessidade de abordar essas mudanças e suas implicações para a justiça social e os valores cristãos. 
A encíclica "Centesimus annus" procurou reafirmar o compromisso da Igreja Católica com a justiça social e a promoção dos direitos humanos em uma era de globalização e mudanças rápidas. O Papa João Paulo II enfatizou a importância de uma "economia de mercado, mas de mercado que é controlado por uma forte sociedade civil." A encíclica abordou questões éticas e morais, incluindo a dignidade do trabalho, a importância da solidariedade, o papel da propriedade privada e a responsabilidade das nações ricas em relação às nações pobres. O Papa João Paulo II, cujo nome de nascimento era Karol Wojtyła, era originário da Polônia, um país que experimentou as complexidades do comunismo e do capitalismo. Sua experiência pessoal influenciou suas visões sobre a sociedade e a economia, bem como sua abordagem de conciliação entre os dois sistemas. 